# Гюнтер Йостен
Гюнтер Йостен (нім. Günther Josten; 11 листопада 1921, Гамм — 7 липня 2004, Ауріх) — німецький льотчик-ас винищувальної авіації, оберлейтенант люфтваффе вермахту, оберст Генштабу люфтваффе бундесверу. Кавалер Лицарського хреста Залізного хреста з дубовим листям.

## Біографія
В січні 1940 року вступив в люфтваффе. Після закінчення льотної підготовки в листопаді 1941 року зарахований у винищувальну групу «Тронгейм». У вересні 1942 року переведений в 3-ю ескадрилью 51-ї винищувальної ескадри. Учасник Німецько-радянської війни. Свою першу перемогу здобув 23 лютого 1943 року. З 18 липня 1944 року — командир 3-ї ескадрильї 51-ї винищувальної ескадри. 20 липня 1944 року здобув свою 100 перемогу. Всього за час бойових дій здійснив 420 бойових вильотів і збив 178 літаків, з них 177 радянських (зокрема близько 70 Іл-2). 6 травня 1945 року взятий в полон британськими військами у Фленсбурзі. 30 жовтня 1945 року звільнений.
В 1956 році вступив у ВПС ФРН. З 29 травня 1962 року — командир 71-ї винищувальної ескадри «Ріхтгофен». 31 березня 1981 року вийшов у відставку.

## Звання
- Унтерофіцер (31 липня 1941)
- Фельдфебель і кандидат в офіцери (1 липня 1943)
- Оберфельдфебель (1 серпня 1943)
- Лейтенант (5 лютого 1944)
- Оберлейтенант (1 листопада 1944)
- Гауптман (22 листопада 1956)
- Майор (6 березня 1959)
- Оберстлейтенант (3 червня 1962)
- Оберст Генштабу (14 червня 1965)

## Нагороди
- Нагрудний знак пілота
- Залізний хрест
  - 2-го класу (4 квітня 1943)
  - 1-го класу (12 липня 1943)
- Почесний Кубок Люфтваффе (31 серпня 1943)
- Німецький хрест в золоті (17 жовтня 1943)
- Лицарський хрест Залізного хреста з дубовим листям
  - лицарський хрест (5 лютого 1944)
  - дубове листя (№ 810; 28 березня 1945)
- Авіаційна планка винищувача в золоті із застібкою «400»
- Орден «За заслуги перед Федеративною Республікою Німеччина», офіцерський хрест (1980)